# Downtown
Downtown és un terme utilitzat principalment a Amèrica del Nord pels angloparlants per referir-se al cor comercial, cultural i sovint històric, polític i geogràfic d'una ciutat, on hi ha nombrosos edificis alts, institucions culturals i convergeixen el trànsit ferroviari i les línies d'autobús. En grans ciutats, sovint coincideix amb el centre històric o el districte financer, però aquests conceptes no son mútuament excloents, ja que moltes ciutats tenen un districte financer CBD allunyat dels pols cultural i comercial, o del centre de la ciutat, o poden tenir més d'un districte financer. La primera menció de la paraula queda registrada en l'Oxford English Dictionary en 1770 en referència al centre de Boston.
Està marcat per un cúmul d'edificis alts, institucions culturals i la convergència del trànsit ferroviari i les línies d'autobús. En anglès britànic, s'utilitza més sovint el terme city centre.

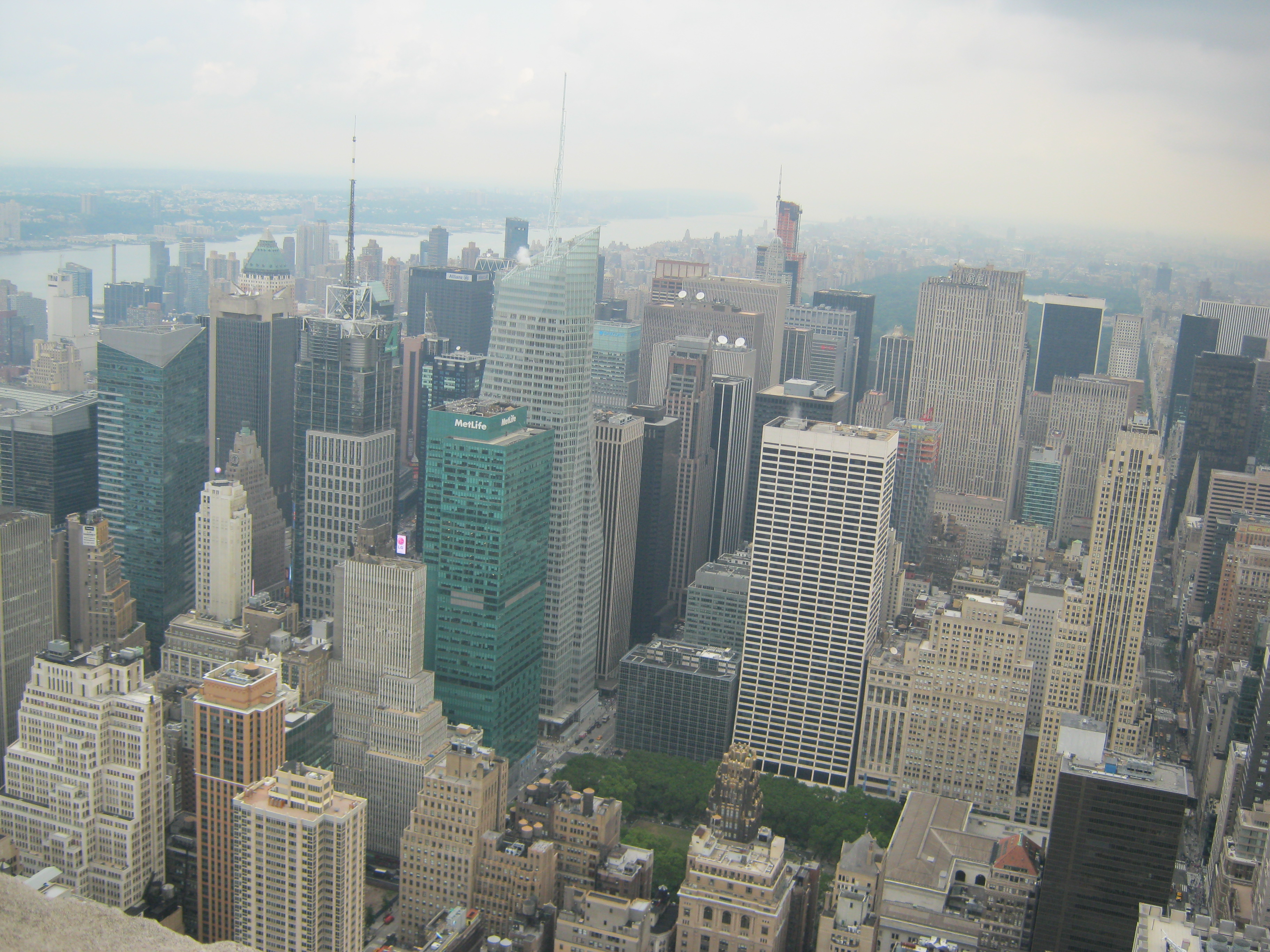
Midtown Manhattan, a la ciutat de Nova York, és el districte residencial i de negocis central més gran dels Estats Units.

Entre finals del segle XIX i principis del segle XX les antigues indústries abandonaven els centres de les ciutats per traslladar-se a la perifèria, on es van desenvolupar els districtes industrials, on ja s'instal·laven les noves indústries, on el sòl era considerablement més barat que el centre de la ciutat i el transport de subministraments i productes acabats era molt més fàcil sense la congestió constant emblemàtica del centre, deixant lloc al centre per al sector terciari, i convertint-se en alguns casos en downtown. Com a resultat d'aquesta migració, la fabricació va deixar de ser una part important de la barreja d'empreses del centre de la ciutat.

## Història

### Orígens
La primera cita del Diccionari Anglès d'Oxford per a "down town" o "downtown" data de 1770, en referència al centre de Boston. Alguns han postulat que el terme "downtown" va ser encunyat a la ciutat de Nova York, on estava en ús en la dècada de 1830 per a referir-se al poble original en la punta sud de l'illa de Manhattan. A mesura que la ciutat de Nova York es va convertir en una ciutat, l'única direcció que podia créixer a l'illa era cap al nord, procedint cap amunt de l'assentament original, la terminologia "a dalt" i "a baix" que provenia del disseny de mapes consuetudinaris en el qual cap al nord i cap avall era cap al sud. Així, qualsevol cosa al nord de la ciutat original es va conèixer com a "poble" (Alt Manhattan), i era generalment una zona residencial, mentre que la ciutat original, que era també l'únic centre de negocis principal de Nova York en aquest moment, es va conèixer com a "centre" (Baix Manhattan).

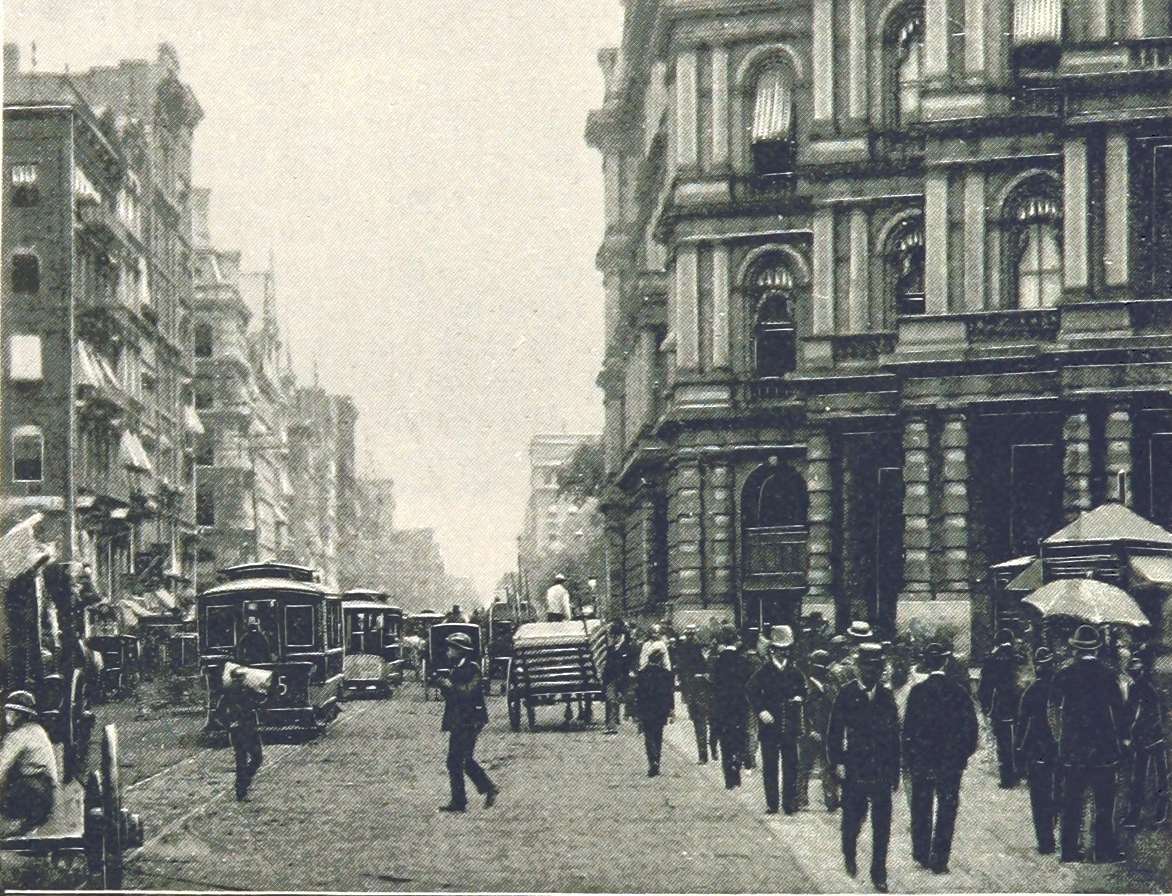
El centre de Manhattan el 1893; mirant cap a Broadway des de Barclay Street

Durant el final del segle xix, el terme va ser adoptat gradualment per ciutats dels Estats Units i el Canadà per referir-se al nucli històric de la ciutat, que sovint era el mateix que el cor comercial de la ciutat. "Uptown" també es va estendre, però en molt menor mesura. En ambdós casos, però, es va perdre la direccionalitat d'ambdues paraules, de manera que un bostonià podria referir-se a anar "al centre", encara que fos al nord d'on es trobaven.
El centre de la ciutat es trobava al sud a Detroit, però al nord a Cleveland, a l'est a St. Louis i a l'oest a Pittsburgh. A Boston, va assenyalar un resident el 1880, el centre es trobava al centre de la ciutat. Uptown estava al nord del centre de Cincinnati, però al sud del centre de Nova Orleans i San Francisco.
I així, "downtown" no es va incloure als diccionaris fins a la dècada de 1880. Però a principis del 1900, "downtown" es va establir clarament com el terme adequat en anglès americà per al districte central de negocis d'una ciutat, tot i que la paraula era pràcticament desconeguda a la Gran Bretanya i Europa occidental, on s'utilitzen expressions com "city centre" (anglès britànic), "el centro" (espanyol), "das Zentrum" (alemany), etc. Fins i tot a principis del segle xx, els escriptors de viatges anglesos van veure necessari explicar als seus lectors què significava "centre de la ciutat".
Tot i que els centres de les ciutats nord-americans no tenien límits legalment definits i sovint formaven part de diversos dels barris que la majoria de les ciutats utilitzaven com a districte funcional bàsic, localitzar la zona del centre no va ser difícil, ja que era el lloc on confluïen tots els ferrocarrils de carre] i els ferrocarrils elevats., i, almenys a la majoria de llocs, on hi havia les terminals del ferrocarril. Era la ubicació dels grans magatzems i hotels, així com la dels teatres, discoteques, cabarets i sales de ball, i on es van construir gratacels un cop perfeccionada aquesta tecnologia. També va ser sovint, al principi, l'única part d'una ciutat que estava electrificada. També era el lloc on la congestió dels carrers era la pitjor, un problema al qual maig es va trobar solució.

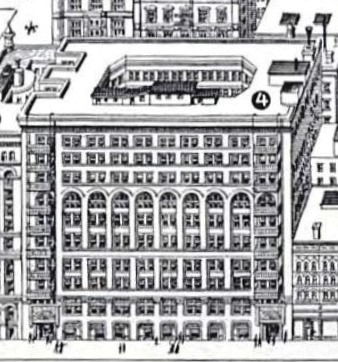
L'edifici Rand McNally de Chicago de 1889, el primer edifici totalment d'acer del món, que ja no existeix.

Però sobretot, el centre era el lloc on la ciutat feia els seus negocis. Dins dels seus petits recintes, de vegades tan petits com uns centenars d'acres, es duien a terme la majoria del comerç, venda i compra -al detall i a l'engròs- a tota la zona. Hi havia centres de negocis en altres llocs de la ciutat i els seus voltants, però el centre de la ciutat era el principal, realment el districte central de negocis. I a mesura que es feien cada cop més negocis al centre de la ciutat, els que hi tenien casa van ser expulsats gradualment, venent la seva propietat i traslladant-se a zones residencials més tranquil·les a la part alta de la ciutat.
El gratacel es convertiria en el segell distintiu del centre de la ciutat. Abans de la invenció de l'ascensor, i més tard de l'ascensor d'alta velocitat, els edificis estaven limitats en alçada a uns sis pisos, que era un límit de facto establert per la quantitat d'escales que es suposava que la gent pujaria, però amb l'ascensor aquest límit es va trencar i es van començar a construir edificis d'uns setze pisos. El que els limitava llavors era el gruix de la maçoneria necessària a la base per aguantar el pes de l'edifici al damunt. A mesura que els edificis van anar augmentant, el gruix de la maçoneria i l'espai necessari per als ascensors no permetien l'espai llogable suficient per rendibilitzar l'edifici. El que va trencar aquesta restricció va ser la invenció de l'edifici d'estructura de ferro i després d'acer, en què la càrrega de l'edifici era portada per un esquelet d'estructura metàl·lica interna, del qual la maçoneria, i després el vidre, simplement penjava sense portar cap pes.
Tot i que es va utilitzar per primera vegada a Chicago, el gratacels amb estructura d'acer es va estendre més ràpidament a la ciutat de Nova York a la dècada de 1880, i des d'allà a la majoria de les altres ciutats americanes durant els anys 1890 i 1900. L'aparent absència d'una limitació d'altura d'aquest tipus d'edificis va provocar un aferrissat debat sobre si la seva alçada s'havia de limitar per llei, amb els defensors i opositors dels límits d'altura presentant nombrosos arguments a favor de la seva posició. La qüestió dels límits d'alçada també va tenir una profunda implicació per a la naturalesa del mateix centre de la ciutat: continuaria sent un nucli concentrat, o a mesura que creixia, els límits d'alçada l'obligarien a estendre's en una àrea més gran. A curt termini, els defensors dels límits d'alçada van tenir èxit en els seus esforços. A la dècada de 1910, la majoria de les ciutats més grans i mitjanes tenien límits d'alçada en vigor, amb Nova York, malgrat diversos esforços concertats per promulgar-los, Filadèlfia, Detroit, Pittsburgh i Minneapolis com a notables excepcions.

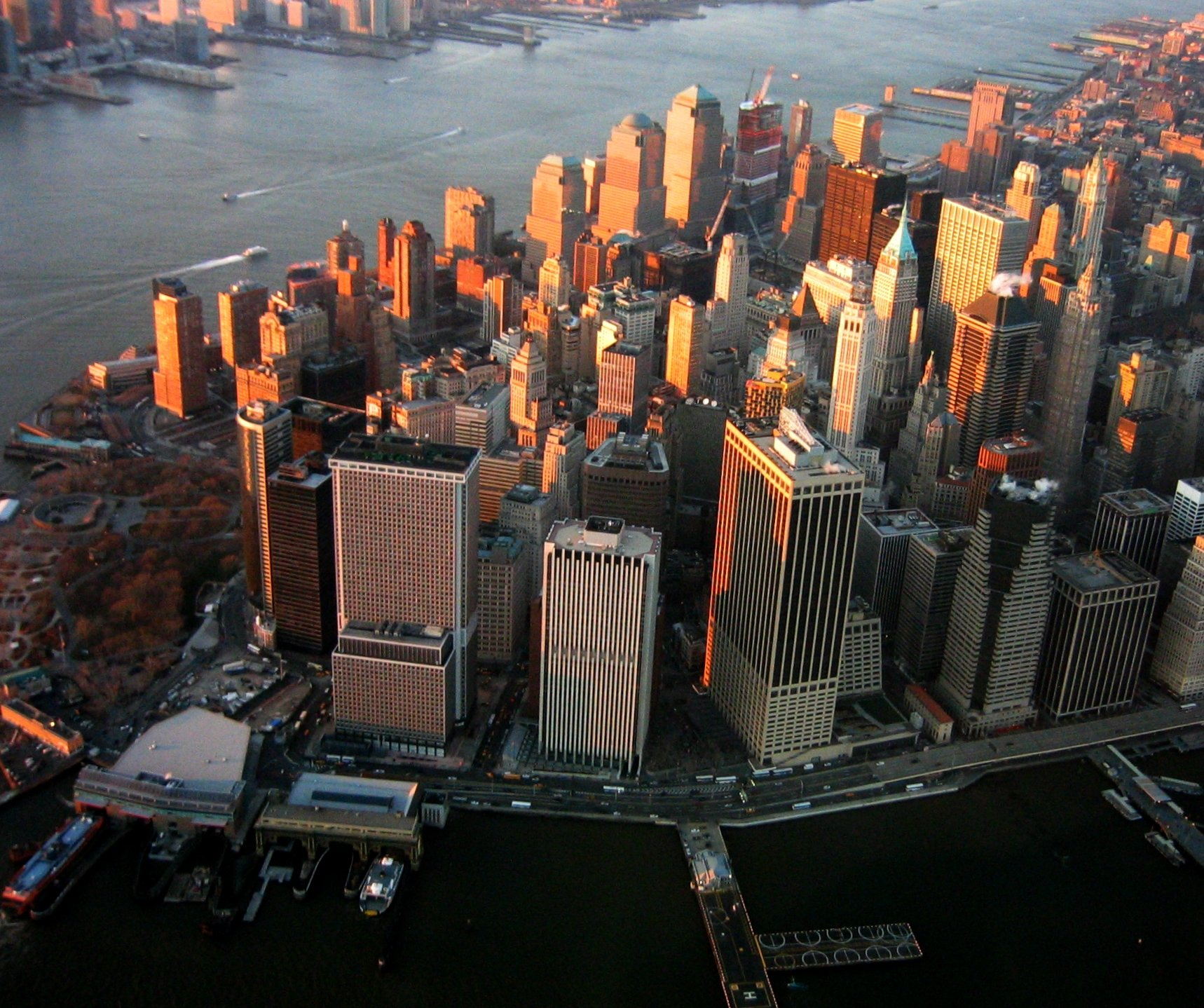
Baix Manhattan, també conegut com el districte financer, el centre original de la ciutat de Nova York

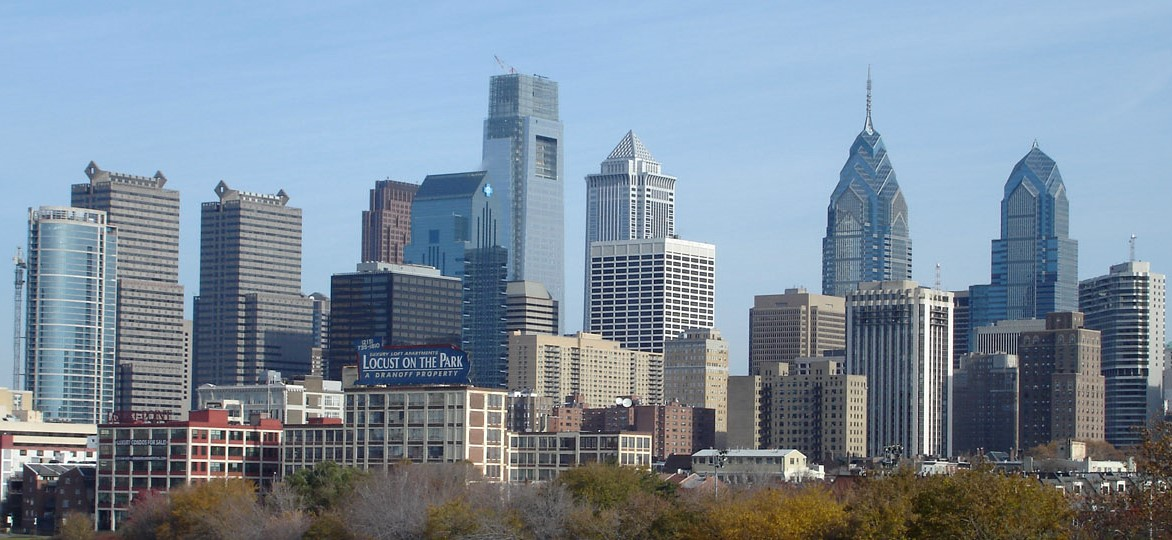
Center City, Filadèlfia, el segon centre de la ciutat més poblat dels Estats Units

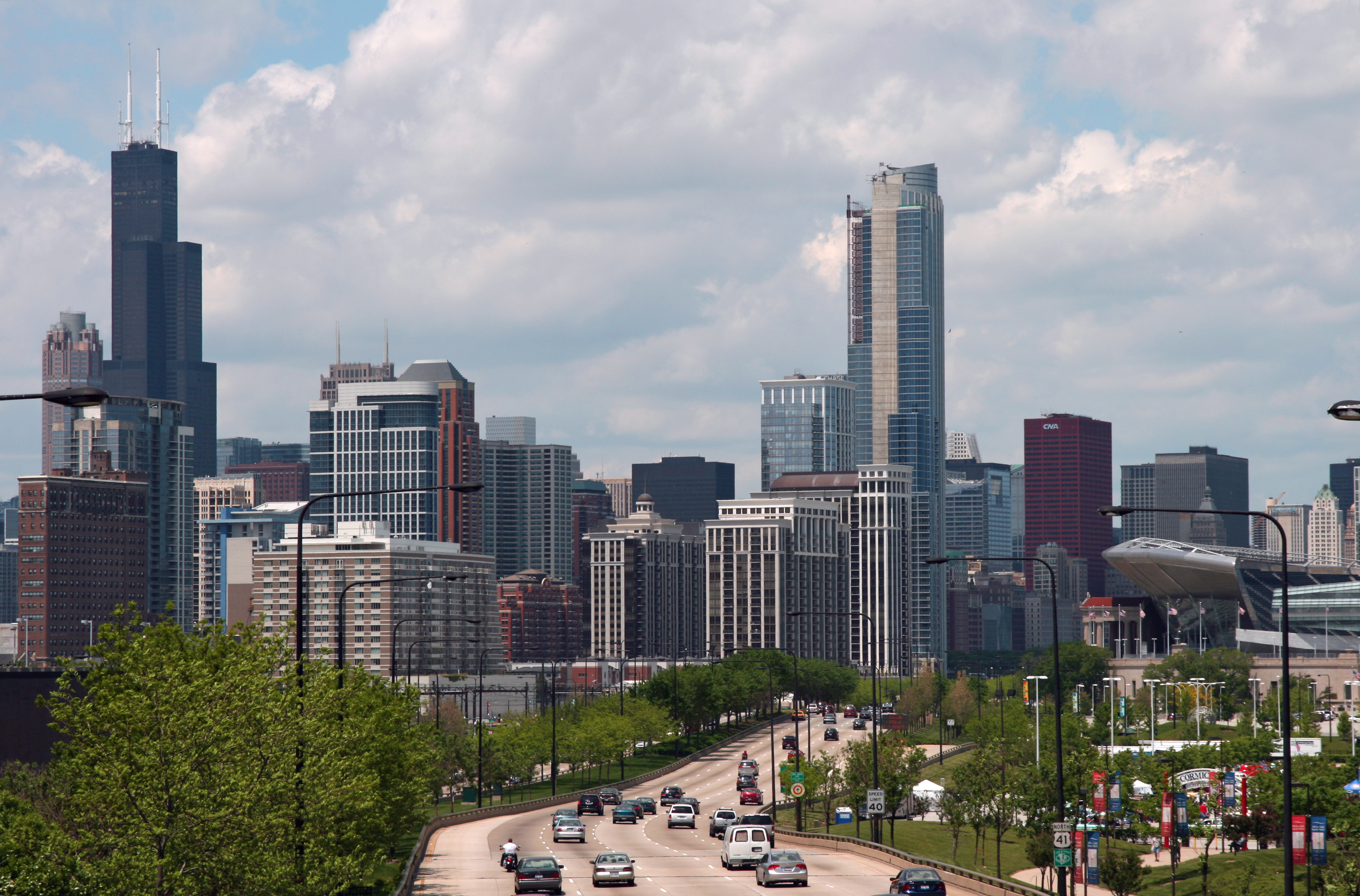
Downtown Chicago, (el Loop) el tercer downtown més poblat dels EUA

En última instància, però, no serien els límits d'alçada per se els que restringissin els gratacels, sinó unes lleis de zonificació integrals que establirien requisits separats per a diferents parts d'una ciutat i regularien no només l'alçada, sinó també el volum d'un edifici, el percentatge utilitzat i la quantitat de llum que l'edifici bloquejava, i també fomentaria els contratemps per reduir el volum d'un edifici permetent una alçada addicional per peu de retrocés, la quantitat exacta depenent de la zona en què es trobava l'edifici. La ciutat de Nova York va ser la primera a fer-ho, amb la Resolució de zonificació de 1916, que va ser impulsada en bona part per la construcció de l'Equitable Building el 1915, un edifici de 40 pisos amb costats rectes, que va fer créixer la por del centre de la ciutat. La zona es va convertir en un laberint de carrers foscos que mai van veure el sol. El que va ser pitjor, almenys per als interessos immobiliaris, l'edifici va suposar dumping immobiliari per 1,2 milions de 111.000 m² d'oficines en el que era un mercat immobiliari lent. Per a molts en el sector immobiliari, la llei de zonificació era un exemple de "restricció raonable".
Una vegada que Nova York va aprovar la seva llei, van seguir altres ciutats, tot i que les mesures de zonificació proposades van trobar una forta resistència en alguns llocs, sovint a causa de la inclusió de límits d'alçada massa restrictius, i de vegades perquè tot el concepte de zonificació es considerava poc democràtic. Finalment, es va elaborar una llei model, la Standard State Zoning Enabling Act de 1922 per a l'orientació de les ciutats que volien promulgar regulacions de zonificació, que ara formen part de pràcticament totes les ciutats nord-americanes.

### Districte de negocis central
Durant el final del segle xix i principis del XX, l'àrea del centre de la ciutat era el districte de negocis de la ciutat nord-americana, però a partir dels anys vint i trenta, a mesura que les ciutats van seguir creixent en grandària i població, els districtes de negocis rivals van començar a aparèixer fora del centre de la ciutat als districtes perifèrics. Va ser el moment en què el terme "districte central de negocis" va començar a aparèixer com a sinònim més o menys de la zona del centre de la ciutat. La frase reconeixia l'existència d'altres barris empresarials a la ciutat, però atorgava al centre la primacia de ser "central", no només geogràficament, en moltes ciutats, sinó també en importància. I en molts casos, la zona del centre o el districte central de negocis, va començar a créixer, com ara a Manhattan, on el districte de negocis del Baix Manhattan i el més nou del centre de la ciutat van començar a créixer l'un cap a l'altre, o a Chicago, on el centre de la ciutat es va expandir des del Loop a través del Riu Chicago fins a l'avinguda Michigan. De fet, la inestabilitat del centre de la ciutat va ser motiu de preocupació per als interessos empresarials i immobiliaris, ja que el districte de negocis es va negar a quedar-se on havia estat, i va canviar la seva ubicació com a resposta a nombrosos factors, tot i que en general es va mantenir força compacte, en el principis de la dècada de 1930, fins i tot els més grans ocupaven menys del 2% de l'espai de la ciutat, i la majoria eren significativament més petits, i continuaven sent el principal districte de negocis de la ciutat.
Els interessos immobiliaris estaven especialment preocupats per la tendència del centre de la ciutat a moure's perquè el centre de la ciutat tenia, amb diferència, els valors de sòl més alts de cada ciutat. Un comentarista va dir que si els valors de la terra de Chicago es mostressin com a alçada en un mapa en relleu, el resultat seria equivalent als cims de l'Himàlaia en comparació amb la resta de la ciutat. El 1926, el districte central de negocis de Chicago, que ocupava menys de l'1% de la ciutat, tenia el 20% del valor de la terra de la ciutat. La mateixa relació era cert a St. Louis a mitjans dels anys 20 (20%) i a Los Angeles a principis dels anys 30 (17%). Així, quan una zona del centre de la ciutat va començar a canviar la seva ubicació, alguns propietaris estaven obligats a perdre una gran quantitat de diners, mentre que d'altres en podrien guanyar.

### Descentralització
Una de les maneres en què el centre de la ciutat va canviar des de finals del segle xix fins a principis del segle xx va ser que les empreses industrials van començar a abandonar el centre i traslladar-se a la perifèria de la ciutat, la qual cosa va significar que les empreses del centre formen part principalment del creixent sector de serveis. Les noves firmes van seguir a les més antigues, i mai van arribar al centre de la ciutat, instal·lant-se als límits de la ciutat o del nucli urbà. En aquestes zones es van desenvolupar districtes industrials, que de vegades estaven específicament zonificats per a la fabricació. Allà, el sòl era considerablement més barat que el centre de la ciutat, els impostos sobre béns immobles eren més baixos, el transport de subministraments i productes acabats era molt més fàcil sense la congestió constant del centre, i amb la millora de la xarxa telefònica, les empreses industrials encara podien mantenir-se en contacte amb el empreses amb les quals feien negocis en altres llocs. Com a resultat d'aquesta migració, la fabricació ja no era una part important de la combinació d'empreses del centre de la ciutat.
Un altre sector que va començar a allunyar-se del centre ja abans del tombant del segle xx van ser les grans institucions culturals: museus, sales simfòniques, biblioteques principals, etc. No només va ser un factor l'elevat cost del sòl al centre de la ciutat, sinó que aquestes institucions volien parcel·les més grans de les que hi havia allà, de manera que els seus edificis poguessin ser fàcilment percebuts com a obres d'art. Organitzacions com el Metropolitan Museum of Art, la Societat Històrica de Nova York, el Museu Americà d'Història Natural i el Museu de la Ciutat de Nova York, tots a Manhattan, es van traslladar fora del centre de la ciutat, igual que el Museu de Belles Arts de Boston, la Biblioteca Pública de Boston, l'Orquestra Simfònica de Boston i la Societat Històrica de Massachusetts de Boston, el Museu d'Art de Cleveland, el Museu d'Art de Baltimore, la Biblioteca Pública de Detroit i l'Institut d'Art de Detroit, i la majoria de les institucions culturals de Pittsburgh. La reacció del públic a aquests moviments va ser mixta, amb alguns que lamentaven la pèrdua d'un contrapès al materialisme general del centre de la ciutat, mentre que d'altres, especialment els que es dedicaven al sector immobiliari, valoraven positivament la disponibilitat de la terra que les institucions culturals van deixar enrere.
La pèrdua de les grans institucions culturals va deixar el centre de la ciutat com un lloc principalment dedicat a l'empresa, però la pèrdua d'un altre sector, el comerç al detall, va definir el tipus de negoci que s'hi feia. Els grans comerços com els grans magatzems sempre havien tingut la tendència a apropar-se als barris residencials, per facilitar l'accés als seus clients, però a partir de 1920 es van començar a concentrar en barris comercials secundaris a la perifèria de la ciutat. El creixement de cadenes de botigues com JC Penney, FW Woolworth, Kresge i WT Grant, va contribuir a augmentar la importància dels districtes comercials perifèrics, que van començar a vendre més que aquelles botigues minoristes que s'havien quedat al districte central de negocis i van provocar l'obertura d'aquestes botigues als districtes secundaris per intentar anar on hi havia clients en comptes de fer-los arribar al centre de la ciutat.
Els espais d'entreteniment també van contribuir a la descentralització del comerç que va afectar la importància i la influència del centre de la ciutat i el districte central de negocis. Els teatres, les cases de vodevil, les sales de ball i les discoteques s'havien localitzat principalment al centre de la ciutat, amb nickelodeons repartits per tota la ciutat. Quan el cinema es va convertir en el mitjà dominant i els expositors van començar a construir sales de cinema per mostrar-los, al principi també van construir aquells espais al centre de la ciutat, però, com en les botigues minoristes, els expositors de cadenes com Loews van començar a construir-los en llocs convenients per a la ciutat; de nou, es tractava de portar el seu producte allà on era la gent. A finals de la dècada de 1920, les sales de cinema fora del centre de la ciutat eren molt més grans que les del districte central. No totes les sales de cinema de la perifèria eren palaus, però algunes ho eren, i l'efecte net va ser que el centre ja no era el centre d'entreteniment de la ciutat.

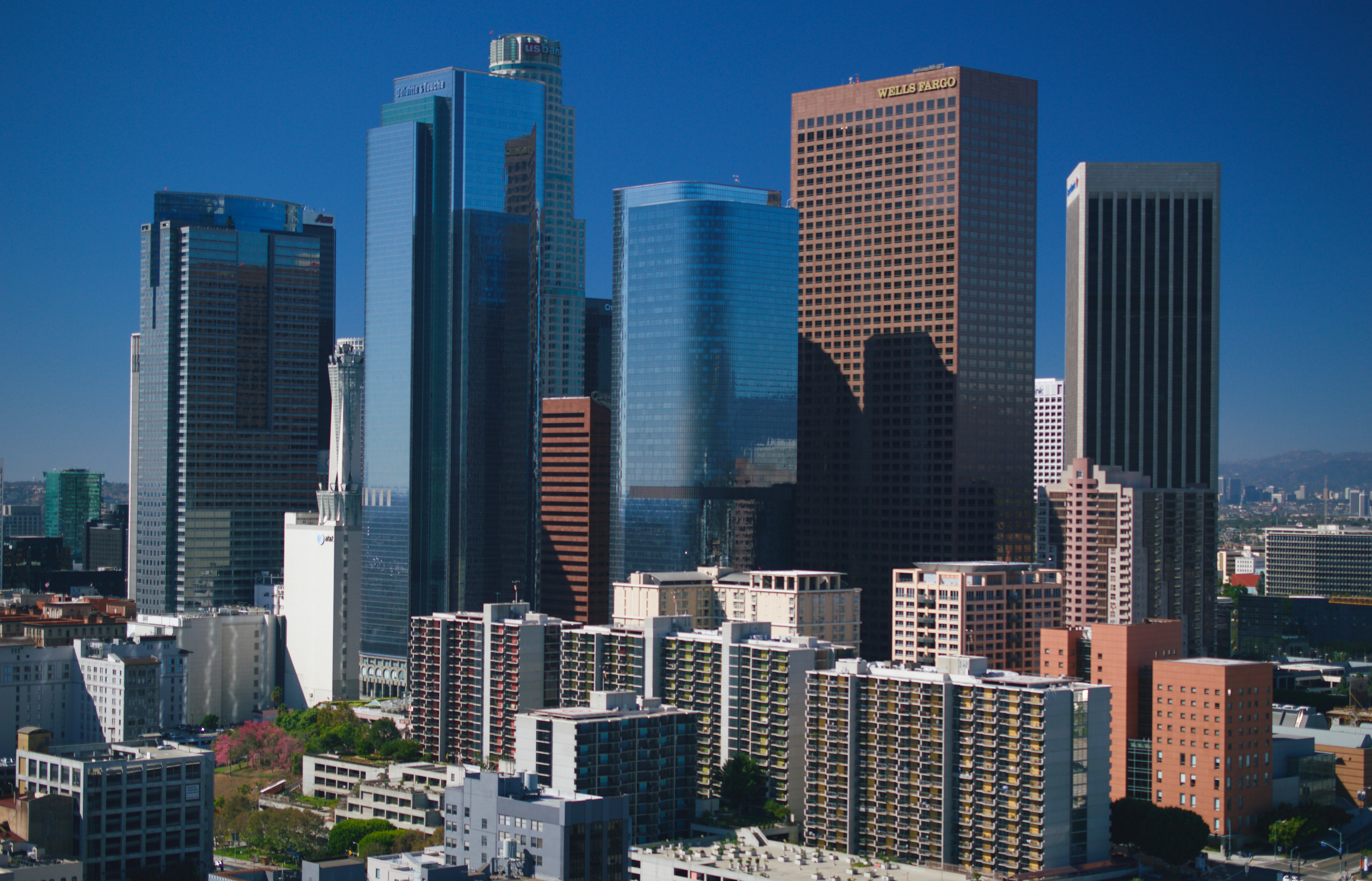
El centre de Los Angeles
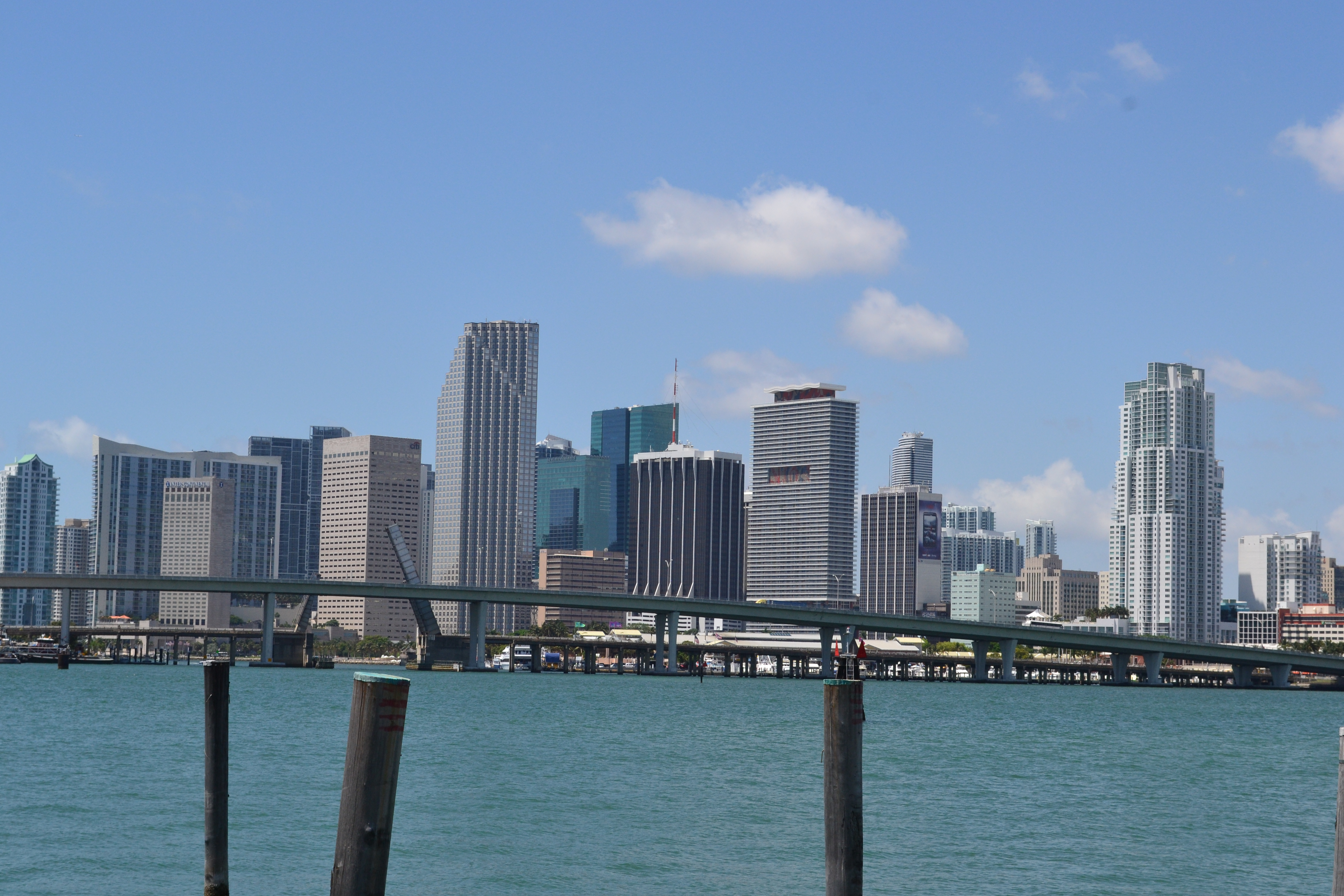
El centre de Miami
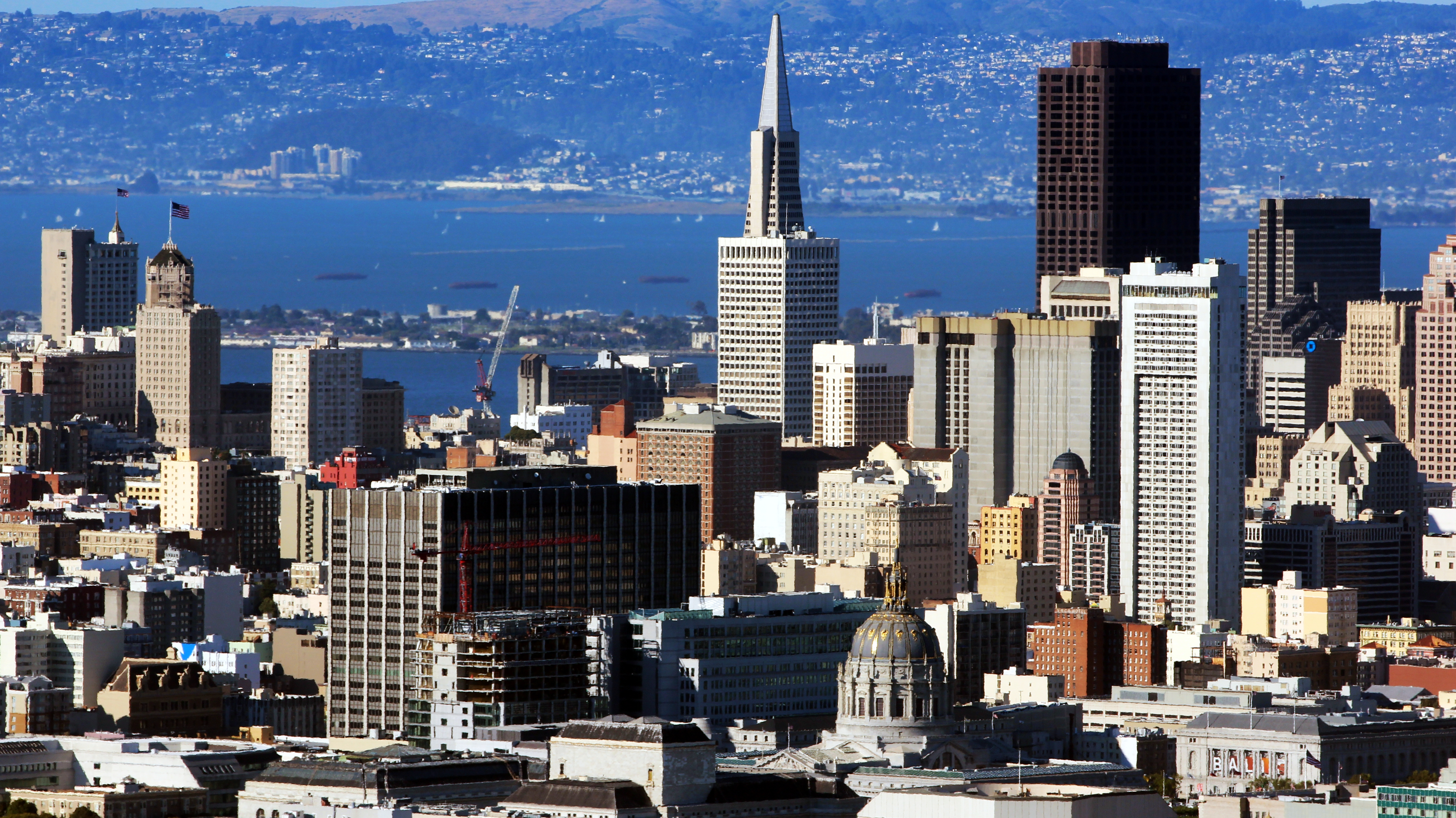
Centre de San Francisco
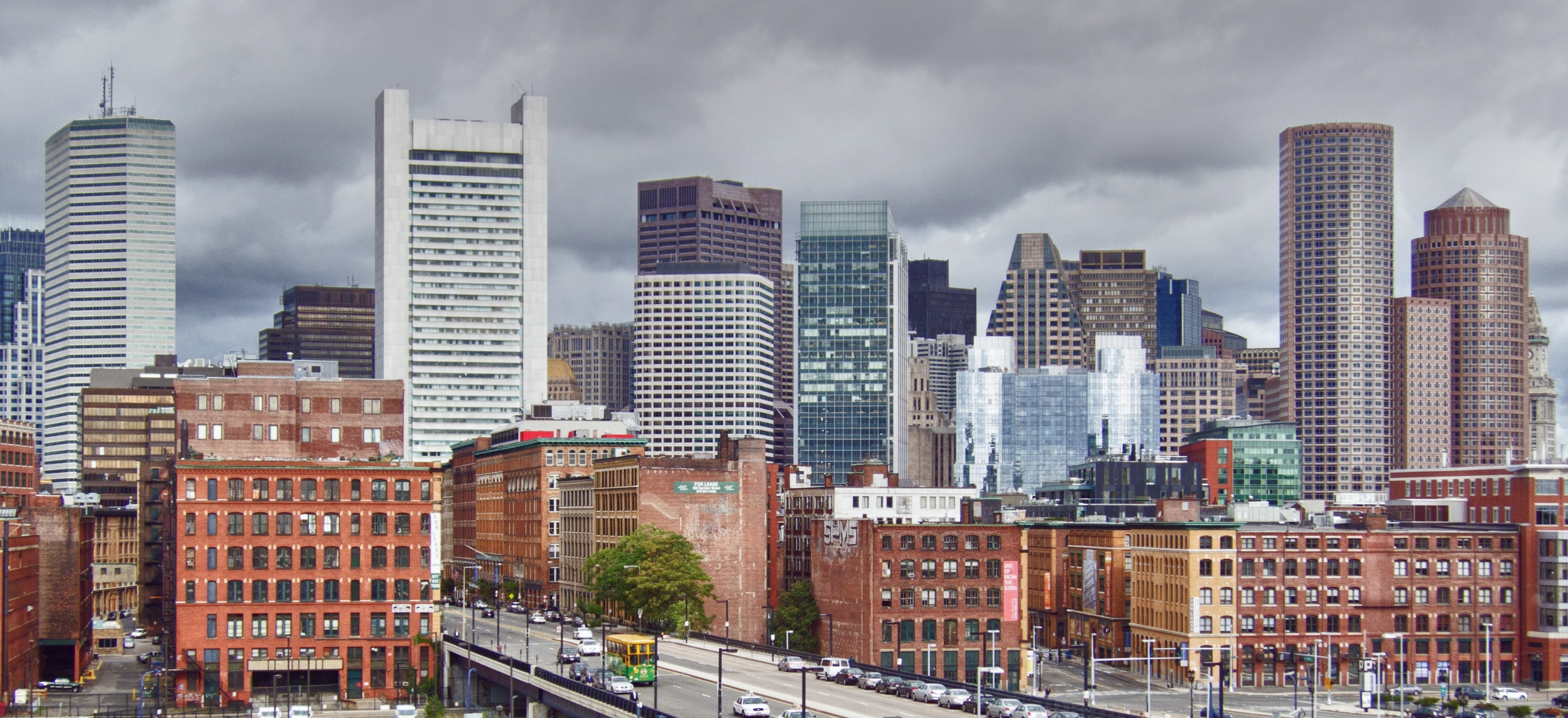
Districte financer, Boston

Amb la pèrdua de la indústria manufacturera, les principals institucions culturals, gran part de les compres minoristes a la ciutat i la seva pèrdua d'estatus com a centre d'entreteniment, la naturalesa del centre de la ciutat havia canviat considerablement. Encara era la ubicació de bancs, borses de valors i mercaderies, despatxos d'advocats i comptabilitat, la seu de les principals empreses industrials i serveis públics, companyies d'assegurances i agències de publicitat, i en els seus confins es continuaven construint nous gratacels i oficines d'habitatge., hotels i fins i tot grans magatzems, però encara anava perdent terreny a mesura que la descentralització passava factura. La seva població diürna no seguia el ritme de creixement de la població de la ciutat que l'envoltava i el valor de les propietats, tot i que continuava augmentant, no augmentava tan ràpidament com els dels districtes comercials secundaris. El centre encara era el districte central de negocis, i encara era la zona més important per fer negocis i comerç, però ja no era tan dominant com abans.

#### Causa i efecte
Les causes de la descentralització, que van disminuir la importància del centre en la vida de les ciutats americanes, s'han atribuït a molts factors, inclosos els patrons de creixement normals de cada ciutat; els avenços tecnològics com el telèfon, que va facilitar les relacions entre empreses a distància, disminuint així la necessitat d'un nucli comercial centralitzat; l'auge de l'automòbil privat, que va permetre als compradors anar més fàcilment als districtes comercials perifèrics; un fort augment de les tarifes dels tramvies; i el continuat problema de congestió als carrers estrets del centre de la ciutat.
Per molt que la gent no estigués d'acord sobre el que va causar la descentralització, encara estaven menys d'acord sobre com la descentralització afectaria el districte central de negocis, amb opinions que variaven des de la creença que disminuiria prou el centre de la ciutat com per a que finalment consistiria només en oficines i la seu dels gegants corporatius, en la creença que la descentralització portaria a la mort (potser merescuda) del centre de la ciutat com a innecessària, víctima de la seva indomable congestió de trànsit. Entremig hi havia els que veien una disminució de la influència de la zona, però no prou per evitar que es mantingués el "Sol" al voltant del qual giraven els barris comercials perifèrics. Altres dubtaven que la descentralització tingués un impacte tan fort com se li atribuïa. Es van prendre posicions que el centre de la ciutat era una part natural de l'evolució d'una ciutat, o el resultat antinatural d'una conspiració de facto de comerciants i propietaris, de manera que la qüestió de què faria la descentralització al centre de la ciutat va quedar lligada a la pregunta sobre la legitimitat de la zona.
La descentralització també va augmentar les incidències de rivalitat entre el centre de la ciutat i els barris comercials en creixement. A Los Angeles, per exemple, el centre de la ciutat i el Wilshire Boulevard van lluitar pel domini, i a Cincinnati la rivalitat era entre l'antic centre de la ciutat centrat al voltant de Fountain Square i el de Canal Street. La disminució del centre per la descentralització va fer que aquestes batalles fossin entre zones que ara eren més relativament iguals.

### La Gran Depressió
Com gairebé tots els altres aspectes de la vida nord-americana, la Gran Depressió va tenir un efecte important en el centre de la ciutat del país. El centre de la ciutat acabava de sortir d'un gran auge de la construcció, en què s'havien construït quantitats importants de nous espais comercials i d'oficines, hotels i grans magatzems. El 1931 hi havia 89 edificis de 30 pisos o més a Manhattan, i entre 1925 i 1931, l'espai d'oficines gairebé es va duplicar; a Chicago, va augmentar gairebé un 75%, a Filadèlfia gairebé dos terços i més d'un 50% a Nova Orleans i Denver. A la dècada de 1920, es van construir 500.000 habitacions d'hotel addicionals a Nova York, i de 1927 a 1931 s'hi van construir 84 grans hotels, un augment de l'espai hoteler en dos terços.
Quan el boom va acabar, i la Depressió havia començat a tenir el seu efecte, gran part d'aquest nou espai es va convertir en un excés innecessari. Els propietaris d'edificis més petits que no podien mantenir un nombre suficient d'inquilins per pagar les seves despeses generals, van enderrocar els seus edificis, però mentre que en el passat recent haurien estat substituïts per edificis més alts, ara es van convertir en garatges d'una i dues plantes o aparcaments a ras de terra. Aquests eren àmpliament coneguts com a “contribuents”, ja que generaven ingressos suficients perquè el propietari del solar en pagués els impostos. Els lloguers van baixar, de vegades fins a un 30%, i l'impagament del lloguer va augmentar. Fins i tot amb els "contribuents" que s'emportaven espais comercials, les taxes de vacants van augmentar precipitadament. Els propietaris van entrar en fallida i els béns immobles del centre de la ciutat van perdre un valor considerable: del 25 al 30% al Chicago Loop, encara que els valors d'altres parts de la ciutat, inclosos els districtes de negocis perifèrics, van anar encara pitjor.

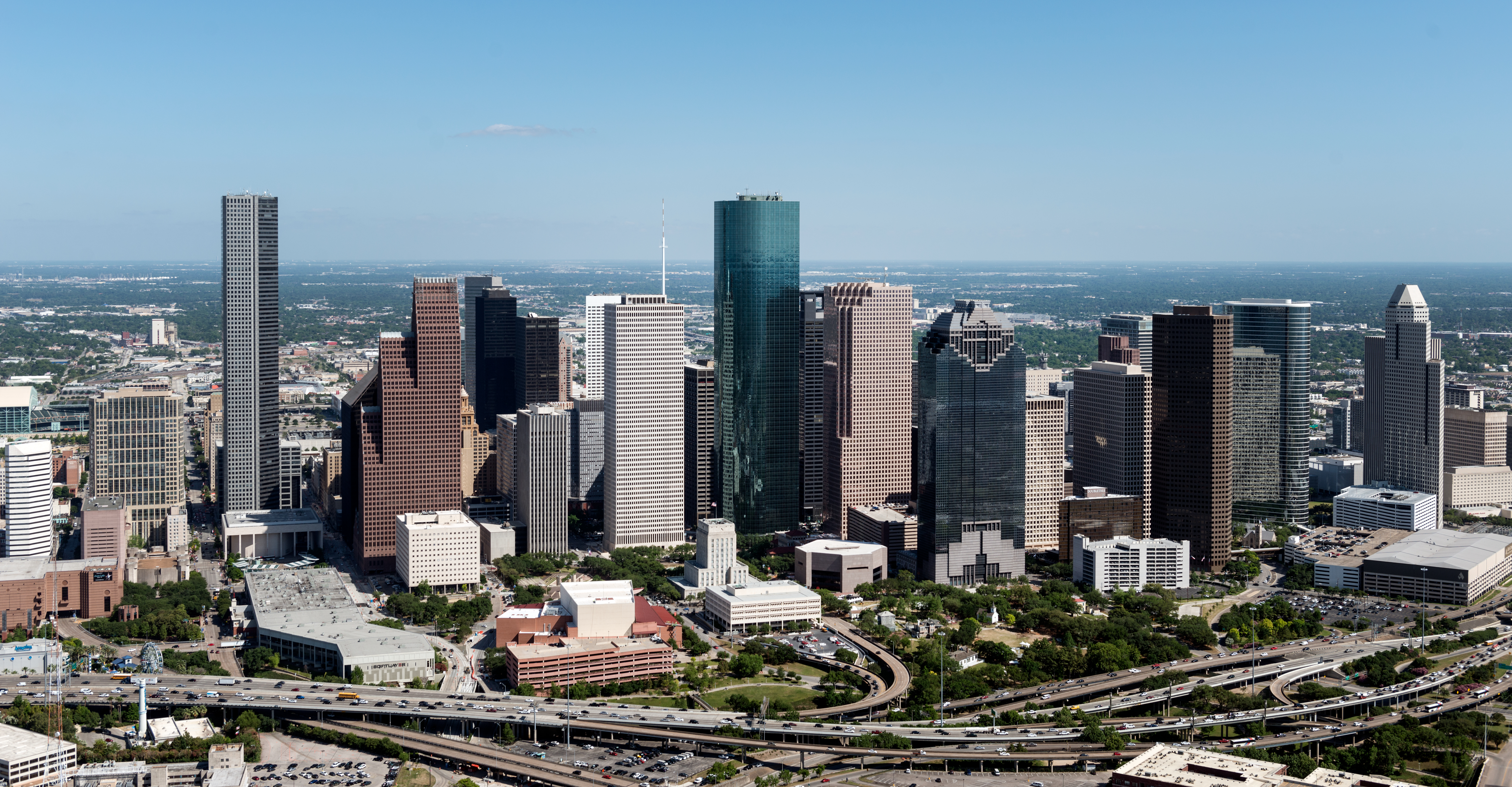
El centre de Houston

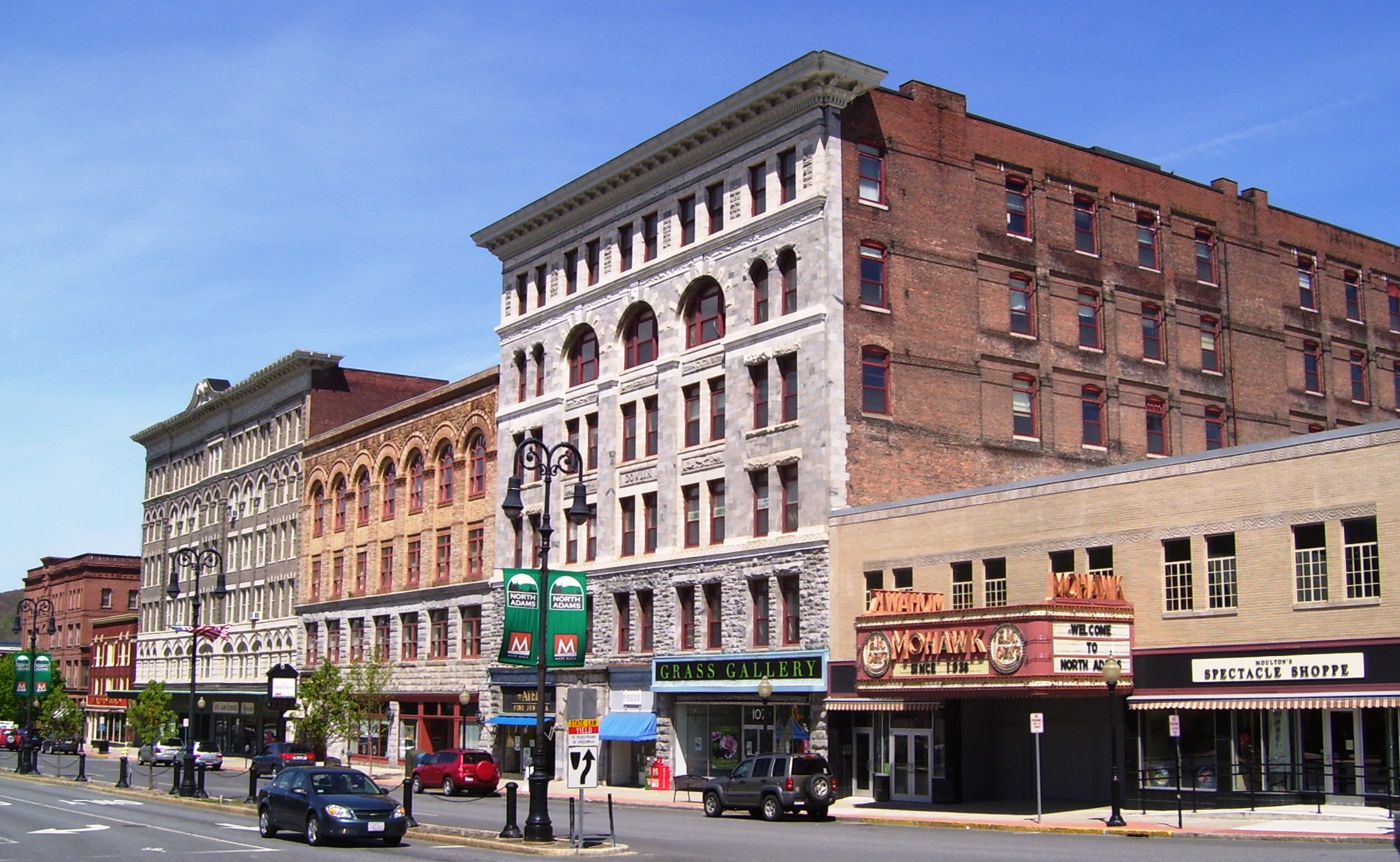
Centre de North Adams, Massachusetts, 13.000 habitants. Aquesta escala i estil és típic de moltes ciutats petites dels Estats Units i el Canadà.

Els grans magatzems van ser molt afectats; la majoria van aconseguir mantenir les portes obertes, però pocs van guanyar diners. També es van veure profundament afectats els hotels que necessitaven un gran personal i uns alts índexs d'ocupació per obtenir beneficis; a Manhattan, la taxa d'ocupació hotelera va baixar del 70% de 1929 a al voltant del 50% el 1933. Les tarifes de les habitacions es van reduir, els ingressos van baixar i molts hotels van tancar o no. El 1934, el 80% dels hotels de Manhattan eren propietat dels seus creditors.

### Recuperació
La lenta recuperació dels efectes de la Gran Depressió va començar a mitjans dels anys 30, es va desaccelerar a finals dels anys 30 i va agafar velocitat amb l'inici de la Segona Guerra Mundial, de manera que a principis dels anys quaranta el país estava en la seva major part fora de la Depressió. L'excés d'espai comercial va començar a utilitzar-se, les taxes de vacants van baixar, les vendes de grans magatzems van augmentar, les taxes d'ocupació dels hotels van augmentar i els ingressos van augmentar.
Malgrat aquesta recuperació, la població diürna dels centres urbans del país no va recuperar-se. Per exemple, a Chicago entre 1929 i 1949, la població de la ciutat va créixer un 7% i la de tota l'àrea metropolitana al voltant d'un 14%, però la població diürna de The Loop només va augmentar 1/3 de l'1%. Amb algunes excepcions, com la de Nova York, aquest patró era típic a les ciutats nord-americanes i estava lligat a la desacceleració del ritme de creixement de les mateixes ciutats. Les ciutats dels EUA van créixer molt més lentament que durant qualsevol altre període de la història del país, i algunes fins i tot van perdre població. Les regions metropolitanes van créixer més ràpidament que les ciutats al seu interior, cosa que indica l'inici de les dècades de creixement en taca d'oli, però també van créixer a un ritme més lent de l'habitual. Els centres urbans també tenien menys població diürna perquè ara la gent anava als districtes comercials perifèrics, que estaven més a prop de casa seva amb cotxe, per comprar i entreteniment, per fer negocis i per treballar. L'augment de l'ús d'automòbils sobre el transport públic també va danyar el centre de la ciutat, ja que les línies de tramvia convergien cap al centre, mentre que les carreteres anaven per tot arreu. Tots aquests factors van contribuir a una menor recuperació del centre de la ciutat respecte al conjunt de la ciutat i de l'àrea metropolitana.
Un altre signe que els centres de les ciutats ja no eren tan centrals en la vida de la ciutat com abans, inclou la disminució de la part del comerç minorista que s'hi desenvolupava en comparació amb les àrees comercials perifèriques, que es van beneficiar del creixement de les cadenes de botigues, en detriment del grans magatzems del centre. A més, els "contribuents", que molta gent s'esperava que desapareixerien un cop millorés l'economia, es van mantenir, i fins i tot van augmentar en nombre. Al Loop de Chicago, a principis de la dècada de 1940, el 18% del terreny estava buit o s'utilitzava per a aparcament; a Los Angeles, al mateix temps, la xifra era del 25%. La demanda d'espais comercials era tan lleugera que no tenia sentit financer construir nous edificis cars, i els bancs van començar a negar-se a fer préstecs per a aquest propòsit, remarcant barris sencers del districte empresarial central.

## Característiques

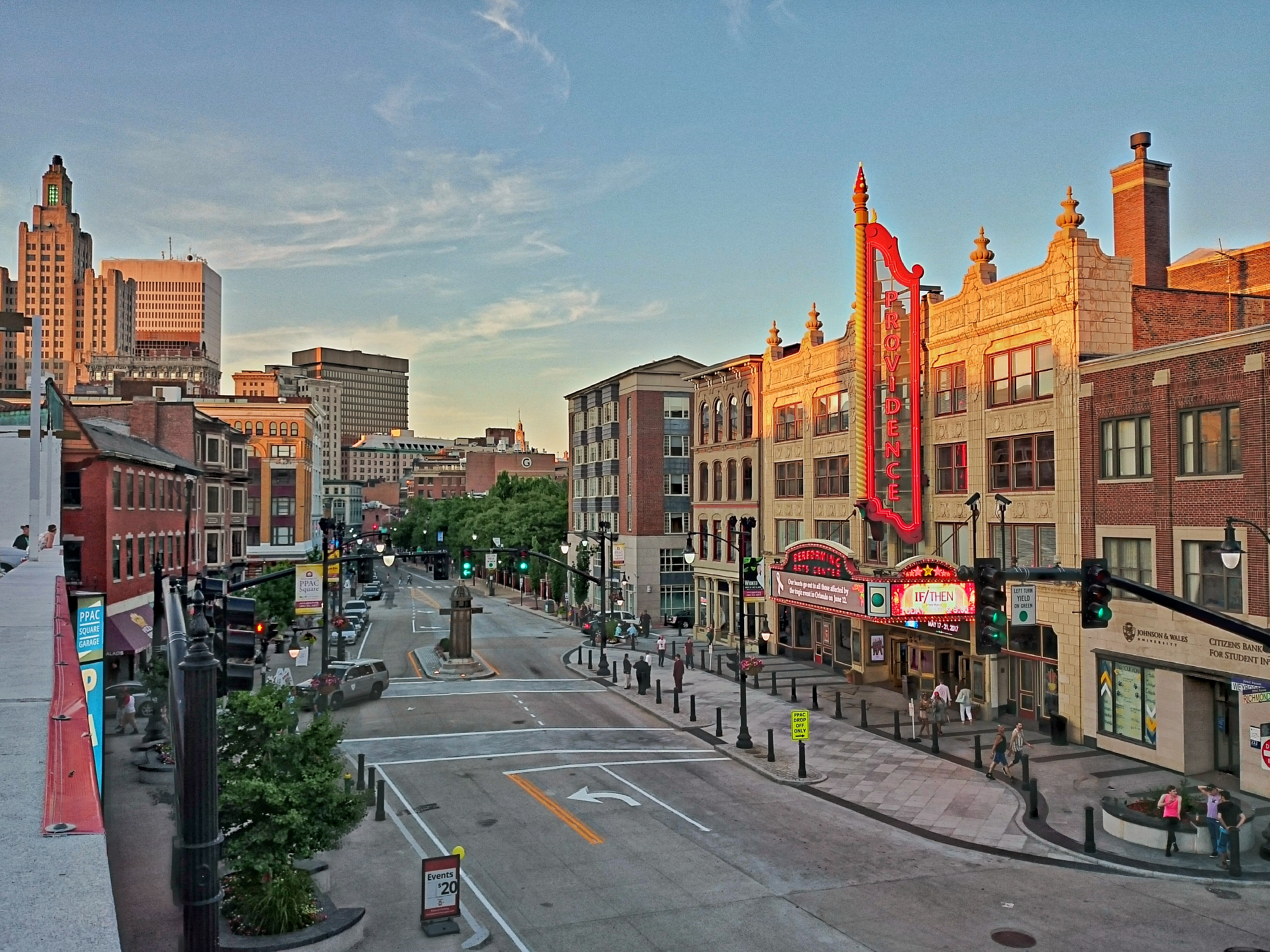
Downtown Providence, Rhode Island, una típica ciutat americana de mida mitjana

El típic centre americà té certes característiques úniques. Durant el boom econòmic de la postguerra de la dècada de 1950, la població residencial de la majoria dels centres de la ciutat es va estavellar. Això s'ha atribuït a raons com l'eliminació dels barris marginals, la construcció del sistema d'autopistes interestatals i el vol blanc dels nuclis urbans als suburbis en ràpida expansió. A causa de projectes de revitalització urbana ben intencionats, però executats de manera inadequada, els centres de les ciutats finalment van quedar dominats per edificis d'oficines de gran alçada en els quals els viatgers dels suburbis ocupaven llocs de treball de coll blanc, mentre que la resta de poblacions residencials es van enfonsar encara més en l'atur, la pobresa i el sensellarisme. A la dècada de 1990, moltes empreses orientades a les oficines van començar a abandonar els antics centres de la ciutat cansats per als suburbis, donant lloc al que ara es coneix com a "ciutats de punta". Un llibre de text, en explicar per què les ciutats de punta són tan populars, va afirmar:
| « | La gran ciutat central ve amb brutícia, criminalitat, metro, estrès, congestió, impostos elevats i escoles públiques pobres. Les ciutats perifèriques no són immunes a tots aquests problemes (especialment a la congestió), però de moment n'eviten la majoria. | » |

Des de llavors, entre el 2000 i el 2010, les zones del centre de la ciutat van créixer ràpidament en població. A les àrees metropolitanes dels Estats Units amb almenys cinc milions de persones, la població a dues milles de l'ajuntament va créixer el doble de ràpid que la població total de la zona metropolitana.

## Geografia relativa
Els termes downtown i uptown poden referir-se a direccions cardinals, per exemple, a Manhattan, on downtown també és un terme geogràfic relatiu. Qualsevol cosa al sud d'on es troba actualment l'orador, a la majoria de llocs, es diu que és al centre de la ciutat. Qualsevol cosa al nord de l'altaveu és a la part alta de la ciutat. A la frase comuna de la ciutat de Nova York "Agafarem el metro al centre", el centre fa referència a viatjar en la direcció geogràfica del sud. També es podria dir que una persona que es trobava al carrer 121 i caminava deu illes cap al sud va caminar deu illes pel centre de la ciutat. El terme uptown s'utilitza per referir-se a la direcció cardinal nord. Aquests conceptes deriven de la forma allargada de Manhattan, aproximadament de nord a sud i enlloc més de 2 mi (3.2 km) ample. Com a tal, el transport a l'illa viatja en direccions amunt/centre de la ciutat. Els altres districtes són més amplis, i "centre" allà es refereix al Baix Manhattan, el centre de Brooklyn o algun districte comercial més local. Els esforços mercantils per promocionar el South Bronx com a "Downtown Bronx" han tingut poc èxit.
En algunes ciutats nord-americanes, el centre és el nom formal del barri on es troba el districte central de negocis de la ciutat. La majoria de les grans ciutats nord-americanes es troben en grans masses d'aigua, com oceans, llacs i rius. A mesura que les ciutats es van expandir, la gent va construir més lluny de l'aigua i dels seus nuclis històrics, sovint costa amunt. Així, el districte central de negocis d'una ciutat nord-americana, o el nucli històric de la ciutat, sovint es troba "avall", en altitud, en relació amb la resta de la ciutat. Moltes ciutats utilitzen el model de Manhattan i continuen utilitzant el centre, el centre i la part alta de la ciutat com a termes geogràfics relatius informals i com a noms formals per a diferents districtes. Tanmateix, la ciutat de Filadèlfia fa servir la designació Centre City, no centre, a causa de la ubicació cèntrica del districte de negocis, així com de l'edat i les circumstàncies de Filadèlfia; "Center City" correspon a la ciutat de Filadèlfia abans de la seva fusió amb el comtat de Filadèlfia el 1854, deixant-la sense nom únic, a diferència dels antics boroughs que l'envolten; el centre de la ciutat també és on es troba l'Ajuntament de Filadèlfia dins de la platja original de la ciutat. Nova Orleans utilitza el terme Districte Central de Negocis (o CBD) per al seu centre de la ciutat a causa del districte històric del barri francès que ocupa el que normalment es consideraria el districte del centre històric de la ciutat, i una altra zona de la ciutat al sud del CBD es coneix com a "centre de la ciutat".